# Porsche Carrera Cup Deutschland 2009

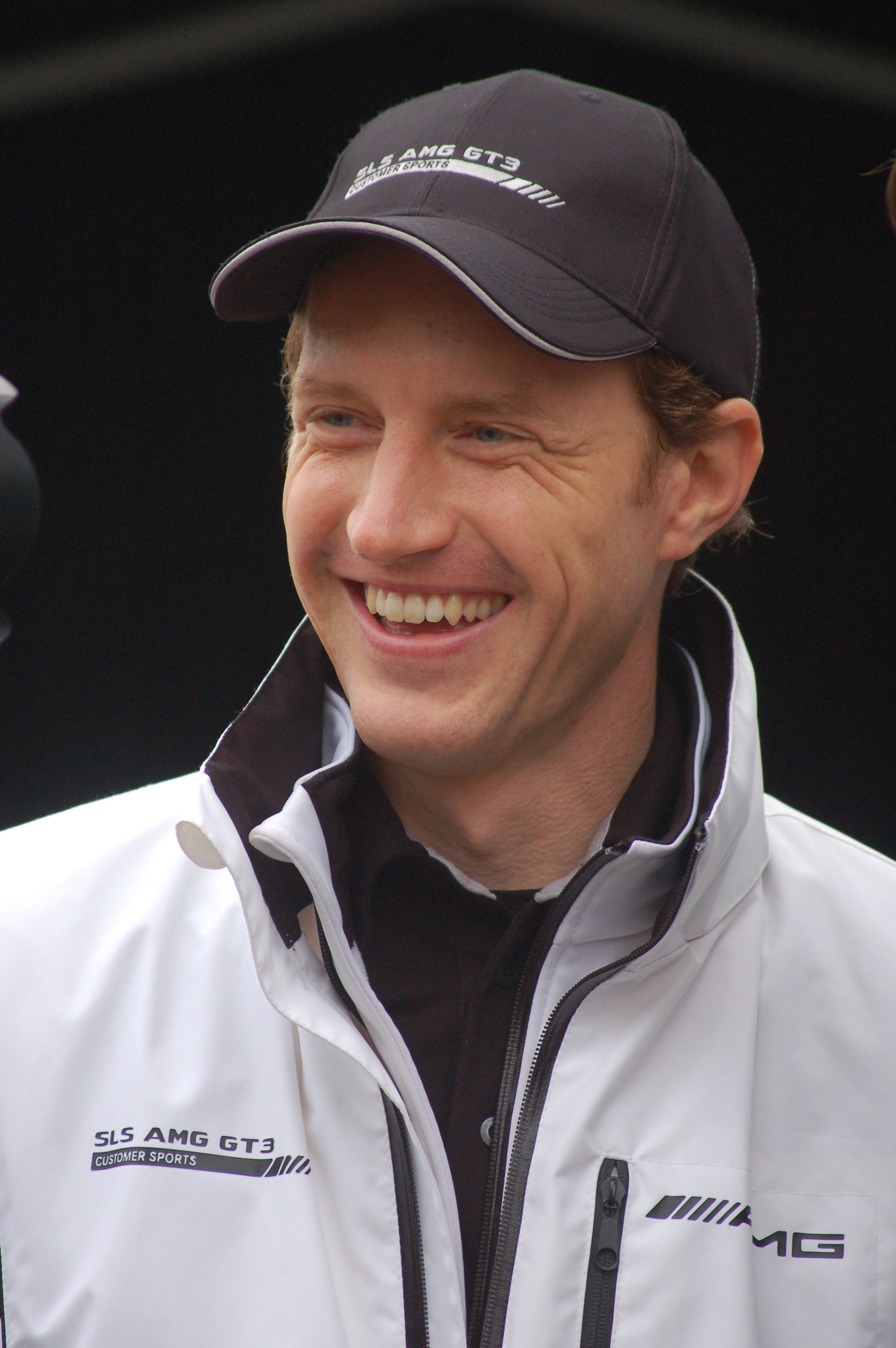
Thomas Jäger gewann 2009 den Fahrertitel (Foto von 2011)

Der Porsche Carrera Cup Deutschland 2009 war die 20. Saison des Porsche Carrera Cup Deutschland. Der erste Lauf der Markenmeisterschaft fand am 17. Mai 2009 auf dem Hockenheimring und das Saisonfinale fand am 25. Oktober ebenfalls dort statt.
Insgesamt wurden in dieser Saison neun Läufe in Deutschland, in den Niederlanden, Spanien und Frankreich ausgetragen. Die Rennen fanden im Rahmenprogramm der DTM statt.
Meister wurde Thomas Jäger mit 152 Punkten. Die ZF Sachs-Teamwertung gewann das Team MS Racing PZ Hamburg Nord-West.

## Starterfeld
Folgende Fahrer und Gastfahrer sind in der Saison gestartet:
| Nr. | Fahrer                  | Team                                             | Rennwochenende |
| --- | ----------------------- | ------------------------------------------------ | -------------- |
| 1   | Thomas Jäger            | MS Racing PZ Hamburg Nord-West                   | alle           |
| 2   | Florian Stoll           | MS Racing PZ Hamburg Nord-West                   | alle           |
| 3   | Jeroen Bleekemolen      | ARAXA RACING PZ Reutlingen                       | alle           |
| 4   | Carl-Olov Carlsson      | ARAXA RACING PZ Reutlingen                       | 1, 2           |
| 4   | Nicolas Armindo         | ARAXA RACING PZ Reutlingen                       | 3              |
| 4   | Sebastiaan Bleekemolen  | ARAXA RACING PZ Reutlingen                       | 4              |
| 4   | Raffi Bader             | ARAXA RACING PZ Reutlingen                       | 5              |
| 4   | Richard Westbrook       | ARAXA RACING PZ Reutlingen                       | 6              |
| 4   | Ellen Lohr              | ARAXA RACING PZ Reutlingen                       | 7–9            |
| 5   | Robert Renauer          | Farnbacher Racing                                | alle           |
| 7   | Siso Cunill             | Konrad Motorsport                                | 1, 7           |
| 7   | Nick Tandy              | Konrad Motorsport                                | 8              |
| 7   | Valdeno Brito Filho     | Konrad Motorsport                                | 2–6            |
| 8   | Patrick Hirsch          | Konrad Motorsport                                | alle           |
| 10  | Sebastian Asch          | Schnabl Engineering PZ Niederrhein               | alle           |
| 11  | Hannes Plesse           | Schnabl Engineering PZ Niederrhein               | alle           |
| 12  | Florian Scholze         | MS Racing PZ Hamburg Nord-West                   | 1–6, 9         |
| 12  | Hubert Haupt            | MS Racing PZ Hamburg Nord-West                   | 7              |
| 12  | Renaud Derlot           | MS Racing PZ Hamburg Nord-West                   | 8              |
| 14  | Christian Engelhart     | MRS Team PZ Aschaffenburg                        | alle           |
| 15  | Frank Kechele           | MRS Team PZ Aschaffenburg                        | 5, 6           |
| 15  | Yucel Ozbek             | MRS Team PZ Aschaffenburg                        | 7              |
| 16  | Isaac Tutumlu Lopez     | MRS Team PZ Aschaffenburg                        | 7              |
| 18  | Jan Seyffarth           | tolimit/Seyffarth Motorsport                     | 1–7            |
| 18  | Khaled Al Qubaisi       | tolimit/Seyffarth Motorsport                     | 9              |
| 19  | Niclas Kentenich        | tolimit/Seyffarth Motorsport                     | alle           |
| 20  | Dawid Sigatschow        | tolimit/Seyffarth Motorsport                     | alle           |
| 21  | Robert Lukas            | Schnabl Engineering PZ Niederrhein               | 1, 4–7         |
| 23  | Štefan Rosina           | Walter Lechner Racing School                     | 1              |
| 24  | Rolf Ineichen           | ARAXA RACING PZ Reutlingen                       | 8              |
| 25  | Thomas Langer           | Highspeed Racing Heilbronn                       | 5, 9           |
| 26  | Roland Ziegler          | Highspeed Racing Heilbronn                       | 5, 9           |
| 27  | Hermann Speck           | Land Motorsport                                  | 3              |
| 27  | Nicolas Armindo         | Land Motorsport                                  | 6              |
| 28  | Christoph Schrezenmeier | Team HMS servicesicher                           | 5, 9           |
| 29  | Alfred Renauer          | Team HMS servicesicher                           | 5, 9           |
| 30  | Dominik Neumeyr         | Team HMS servicesicher                           | 9              |
| 31  | Swen Dolenc             | Swen Dolenc                                      | 9              |
| 41  | Stefan Wendt            | tolimit/Seyffarth Motorsport                     | 5              |
| 66  | Nicki Thiim             | Hermes ATTEMPTO Racing powered by Pole Promotion | alle           |
| 77  | Jimmy Johansson         | Hermes ATTEMPTO Racing powered by Pole Promotion | alle           |
| 88  | Jiří Janák              | Hermes ATTEMPTO Racing                           | 1–6            |
| 88  | Sean Edwards            | Hermes ATTEMPTO Racing                           | 7, 9           |
| 88  | Nicolas Armindo         | Hermes ATTEMPTO Racing                           | 8              |
| 99  | Philipp Wlazik          | Hermes ATTEMPTO Racing                           | alle           |

      Gaststarter

## Rennkalender und Ergebnisse
| Runde | Rennstrecke    | Datum         | Pole-Position      | Schnellste Runde   | Sieger             | Zweiter             | Dritter             |
| ----- | -------------- | ------------- | ------------------ | ------------------ | ------------------ | ------------------- | ------------------- |
| 1     | Hockenheimring | 17. Mai       | Jan Seyffarth      | Jan Seyffarth      | Jan Seyffarth      | Thomas Jäger        | Jeroen Bleekemolen  |
| 2     | Lausitzring    | 31. Mai       | Thomas Jäger       | Thomas Jäger       | Thomas Jäger       | Jan Seyffarth       | Nicki Thiim         |
| 3     | Norisring      | 28. Juni      | Thomas Jäger       | Nicki Thiim        | Thomas Jäger       | Valdeno Brito Filho | Nicolas Armindo     |
| 4     | Zandvoort      | 19. Juli      | Jeroen Bleekemolen | Jeroen Bleekemolen | Jeroen Bleekemolen | Jimmy Johansson     | Jan Seyffarth       |
| 5     | Oschersleben   | 2. August     | Jan Seyffarth      | Thomas Jäger       | Jan Seyffarth      | Thomas Jäger        | Robert Renauer      |
| 6     | Nürburgring    | 16. August    | Jan Seyffarth      | Jiří Janák         | Thomas Jäger       | Robert Renauer      | Jan Seyffarth       |
| 7     | Barcelona      | 20. September | Robert Renauer     | Jeroen Bleekemolen | Jeroen Bleekemolen | Robert Renauer      | Siso Cunill         |
| 8     | Dijon-Prenois  | 11. Oktober   | Jeroen Bleekemolen | Renaud Derlot      | Jeroen Bleekemolen | Nick Tandy          | Thomas Jäger        |
| 9     | Hockenheimring | 25. Oktober   | Jeroen Bleekemolen | Jeroen Bleekemolen | Jeroen Bleekemolen | Sean Edwards        | Christian Engelhart |

## Meisterschaftsergebnisse

### Punktesystem
Punkte wurden an die ersten 15 klassifizierten Fahrer in folgender Anzahl vergeben. Die Punkte von den Gaststartern wurden am Saisonende gestrichen, daher können gleiche Positionen unterschiedliche Punktwertungen aufweisen:
| Platz  | 1. | 2. | 3. | 4. | 5. | 6. | 7. | 8. | 9. | 10. | 11. | 12. | 13. | 14. | 15. |
| Punkte | 20 | 18 | 16 | 14 | 12 | 10 | 9  | 8  | 7  | 6   | 5   | 4   | 3   | 2   | 1   |

### Fahrerwertung
Insgesamt kamen 18 Fahrer in die Punktewertung.
| Platz                                       | Fahrer                  | HOC1 | LAU | NOR | ZAN | OSC | NÜR | CAT | DIJ | HOC2 | Punkte |
| ------------------------------------------- | ----------------------- | ---- | --- | --- | --- | --- | --- | --- | --- | ---- | ------ |
| 1                                           | Thomas Jäger            | 2    | 1   | 1   | 8   | 2   | 1   | 6   | 3   | 4    | 152    |
| 2                                           | Jeroen Bleekemolen      | 3    | 4   | 8   | 1   | 4   | 4   | 1   | 1   | 1    | 147    |
| 3                                           | Jan Seyffarth           | 1    | 2   | 5   | 3   | 1   | 3   | DNF |     |      | 104    |
| 4                                           | Robert Renauer          | 6    | 5   | 9   | 9   | 3   | 2   | 2   | 16  | 7    | 104    |
| 5                                           | Nicki Thiim             | 4    | 3   | 6   | 4   | 12  | 17  | 12  | 4   | 5    | 99     |
| 6                                           | Jimmy Johansson         | 13   | 9   | DNF | 2   | DNS | 9   | 4   | 14  | 10   | 66     |
| 7                                           | Sebastian Asch          | 14   | 7   | 13  | 5   | 5   | 11  | DNF | 8   | DNF  | 58     |
| 8                                           | Florian Stoll           | DNF  | DNF | 14  | 11  | 10  | 6   | 13  | 9   | 6    | 56     |
| 9                                           | Christian Engelhart     | 12   | DNF | DNF | 15  | 9   | 8   | DNF | 6   | 3    | 54     |
| 10                                          | Valdeno Brito Filho     |      | 6   | 2   | 12  | 7   | 7   |     |     |      | 51     |
| 11                                          | Philipp Wlazik          | 16   | DNF | 7   | 16  | 11  | DNF | 7   | 11  | 8    | 45     |
| 12                                          | Hannes Plesse           | 5    | 11  | DNF | 14  | 6   | 13  | DNF | 12  | DNS  | 40     |
| 13                                          | Dawid Sigatschow        | 11   | DNF | 11  | 6   | 18  | 10  | DNF | 10  | DNF  | 38     |
| 14                                          | Jiří Janák              | 15   | 8   | 4   | 13  | 13  | 15  |     |     |      | 34     |
| 15                                          | Niclas Kentenich        | 8    | DNF | DNF | 7   | 17  | 14  | DNF | DNF | 9    | 30     |
| 16                                          | Patrick Hirsch          | 10   | DNF | 10  | 18  | 22  | DNF | 11  | 17  | DNF  | 28     |
| 17                                          | Robert Lukas            | 9    |     |     | 10  | 8   | 12  | DNF |     |      | 27     |
| 18                                          | Florian Scholze         | DNF  | 10  | 12  | DNF | 15  | 16  |     |     | 16   | 20     |
| 19                                          | Carl-Olov Carlsson      | DNF  | DNF |     |     |     |     |     |     |      | 0      |
| Gastfahrer ohne Meisterschaftspunktewertung |                         |      |     |     |     |     |     |     |     |      |        |
|                                             | Štefan Rosina           | 7    |     |     |     |     |     |     |     |      | 0      |
|                                             | Siso Cunill             | DNF  |     |     |     |     |     | 3   |     |      | 0      |
|                                             | Nicolas Armindo         |      |     | 3   |     |     | DNF |     | 7   |      | 0      |
|                                             | Hermann Speck           |      |     | 15  |     |     |     |     |     |      | 0      |
|                                             | Sebastiaan Bleekemolen  |      |     |     | 17  |     |     |     |     |      | 0      |
|                                             | Raffi Bader             |      |     |     |     | 14  |     |     |     |      | 0      |
|                                             | Frank Kechele           |      |     |     |     | 16  | DNF |     |     |      | 0      |
|                                             | Christoph Schrezenmeier |      |     |     |     | 19  |     |     |     | 12   | 0      |
|                                             | Roland Ziegler          |      |     |     |     | 20  |     |     |     | 15   | 0      |
|                                             | Alfred Renauer          |      |     |     |     | 21  |     |     |     | 17   | 0      |
|                                             | Stefan Wendt            |      |     |     |     | DNF |     |     |     |      | 0      |
|                                             | Thomas Langer           |      |     |     |     | DNF |     |     |     | 14   | 0      |
|                                             | Richard Westbrook       |      |     |     |     |     | 5   |     |     |      | 0      |
|                                             | Sean Edwards            |      |     |     |     |     |     | 5   |     | 2    | 0      |
|                                             | Hubert Haupt            |      |     |     |     |     |     | 8   |     |      | 0      |
|                                             | Ellen Lohr              |      |     |     |     |     |     | 9   | 13  | 11   | 0      |
|                                             | Yucel Ozbek             |      |     |     |     |     |     | 10  |     |      | 0      |
|                                             | Isaac Tutumlu Lopez     |      |     |     |     |     |     | DNF |     |      | 0      |
|                                             | Nick Tandy              |      |     |     |     |     |     |     | 2   |      | 0      |
|                                             | Renaud Derlot           |      |     |     |     |     |     |     | 5   |      | 0      |
|                                             | Rolf Ineichen           |      |     |     |     |     |     |     | 15  |      | 0      |
|                                             | Swen Dolenc             |      |     |     |     |     |     |     |     | 13   | 0      |
|                                             | Dominik Neumeyr         |      |     |     |     |     |     |     |     | DNF  | 0      |
|                                             | Khaled Al Qubaisi       |      |     |     |     |     |     |     |     | DNF  | 0      |
| Platz                                       | Fahrer                  | HOC1 | LAU | NOR | ZAN | OSC | NÜR | CAT | DIJ | HOC2 | Punkte |

| Legende  | Legende            | Legende                                                          |
| Farbe    | Abkürzung          | Bedeutung                                                        |
| -------- | ------------------ | ---------------------------------------------------------------- |
| Gold     | –                  | Sieg                                                             |
| Silber   | –                  | 2. Platz                                                         |
| Bronze   | –                  | 3. Platz                                                         |
| Grün     | –                  | Platzierung in den Punkten                                       |
| Blau     | –                  | Klassifiziert außerhalb der Punkteränge                          |
| Violett  | DNF                | Rennen nicht beendet (did not finish)                            |
| Violett  | NC                 | nicht klassifiziert (not classified)                             |
| Rot      | DNQ                | nicht qualifiziert (did not qualify)                             |
| Rot      | DNPQ               | in Vorqualifikation gescheitert (did not pre-qualify)            |
| Schwarz  | DSQ                | disqualifiziert (disqualified)                                   |
| Weiß     | DNS                | nicht am Start (did not start)                                   |
| Weiß     | WD                 | zurückgezogen (withdrawn)                                        |
| Hellblau | PO                 | nur am Training teilgenommen (practiced only)                    |
| Hellblau | TD                 | Freitags-Testfahrer (test driver)                                |
| ohne     | DNP                | nicht am Training teilgenommen (did not practice)                |
| ohne     | INJ                | verletzt oder krank (injured)                                    |
| ohne     | EX                 | ausgeschlossen (excluded)                                        |
| ohne     | DNA                | nicht erschienen (did not arrive)                                |
| ohne     | C                  | Rennen abgesagt (cancelled)                                      |
| ohne     | keine WM-Teilnahme |                                                                  |
| sonstige | P/fett             | Pole-Position                                                    |
| sonstige | 1/2/3/4/5/6/7/8    | Punktplatzierung im Sprint-/Qualifikationsrennen                 |
| sonstige | SR/kursiv          | Schnellste Rennrunde                                             |
| sonstige | *                  | nicht im Ziel, aufgrund der zurückgelegten Distanz aber gewertet |
| sonstige | ()                 | Streichresultate                                                 |
| sonstige | unterstrichen      | Führender in der Gesamtwertung                                   |

### ZF Sachs-Teamwertung
Es kamen 8 Teams in die Punktewertung.
| Platz | Team                         | HOC1 | LAU | NOR | ZAN | OSC | NÜR | BAR | DIJ | HOC2 | Punkte |
| ----- | ---------------------------- | ---- | --- | --- | --- | --- | --- | --- | --- | ---- | ------ |
| 1     | MS Racing                    | 18   | 26  | 24  | 13  | 24  | 30  | 18  | 28  | 24   | 205    |
| 2     | Hermes ATTEMPTO Racing       | 18   | 24  | 24  | 32  | 9   | 8   | 26  | 23  | 30   | 194    |
| 3     | ARAXA RACING                 | 16   | 14  | 24  | 20  | 16  | 26  | 27  | 23  | 25   | 191    |
| 4     | tolimit/Seyffarth Motorsport | 29   | 18  | 17  | 26  | 20  | 22  | 0   | 6   | 7    | 145    |
| 5     | Konrad Motorsport            | 7    | 10  | 24  | 4   | 9   | 9   | 22  | 18  | 0    | 103    |
| 6     | Schnabl Engineering          | 20   | 14  | 3   | 18  | 22  | 9   | 0   | 12  | 0    | 98     |
| 7     | Farnbacher Racing            | 10   | 12  | 7   | 7   | 16  | 18  | 18  | 0   | 9    | 97     |
| 8     | MRS Team                     | 5    | 0   | 0   | 1   | 7   | 8   | 0   | 10  | 16   | 47     |